# 2927 Alamosa
Alamosa (asteróide 2927) é um asteróide da cintura principal, a 2,1032973 UA. Possui uma excentricidade de 0,1691373 e um período orbital de 1 471,13 dias (4,03 anos).
Alamosa tem uma velocidade orbital média de 18,72005175 km/s e uma inclinação de 17,00511º.
Este asteróide foi descoberto em 5 de Outubro de 1981 por Norman Thomas.